# Archidiocèse de Tulancingo
L'archidiocèse de Tulancingo (en latin : Archidioecesis Tulancingensis ; en espagnol : Arquidiócesis de Tulancingo) est un archidiocèse métropolitain de l'Église catholique du Mexique.

## Territoire

Archidiocèse de Tulancingo
Suffragants

Il est situé sur des parties de trois États du Mexique avec 32 municipalités de l'État d'Hidalgo, 14 municipalités de l'État de Puebla et 3 municipalités de l'État de Veracruz ce qui correspond à une superficie de 10 696 km2 divisé en 93 paroisses.
Le siège archiépiscopal est dans la ville de Tulancingo où est située la cathédrale Saint-Jean-Baptiste (es). Deux basiliques se trouvent sur le territoire de l'archidiocèse : celle de l'Immaculée Conception à Chignahuapan et Notre-Dame-de-Guadalupe (es) à Pachuca.

## Historique
Le diocèse de Tulancingo est érigé le 26 janvier 1863 par la bulle In universa gregis du pape Pie IX en prenant une partie du territoire de l'archidiocèse de Mexico dont Tulancingo devient suffragant.
Aux XXe siècle, il cède du territoire à plusieurs reprises pour l'érection de nouveaux diocèses : le 24 novembre 1922 pour le diocèse de Huejutla, le 27 février 1961 pour le diocèse de Tulaet le 9 juin 1962 pour le diocèse de Tuxpan.
Le 25 novembre 2006, il est élevé au rang d'archidiocèse métropolitain par la constitution apostolique Mexicani populi du pape Benoît XVI avec pour suffragants les diocèses de Huejutla et de Tula.

## Évêques et archevêques
évêques
- Juan Bautista de Ormeachea y Ernáez (19 mars 1863 - 19 mars 1884)
- Agustín de Jesús Torres y Hernández, C.M (30 juillet 1885 - 29 septembre 1889)
- José María Armas y Rosales (4 juin 1891 - 14 mai 1898)
- Maximiano Reynoso y del Corral (28 novembre 1898 - 1901)
- José Mora y del Río (23 novembre 1901 - 15 septembre 1907), nommé archevêque de León
- José Juan de Jésus Herrera y Piña (23 septembre 1907 - 7 mars 1921), nommé archevêque de Linares o Nueva León
- Vicente Castellanos y Núñez (26 août 1921 - 16 septembre 1932)
- Luis María Altamirano y Bulnes (13 mars 1933 - 1er mai 1937), nommé archevêque coadjuteur de Morelia
- Miguel Darío Miranda y Gómez (1er octobre 1937 - 20 décembre 1955), nommé archevêque coadjuteur de Mexico
- Adalberto Almeida y Merino (28 mai 1956 - 14 avril 1962), nommé évêque de Zacatecas
- José Esaul Robles Jiménez (24 juillet 1962 - 12 décembre 1974), nommé évêque de Zamora
- Pedro Aranda Díaz-Muñoz (10 avril 1975 - 25 novembre 2006), devient archevêque de Tulancingo

archevêques
- Pedro Aranda Díaz-Muñoz † (25 novembre 2006 - 4 juin 2008)
- Domingo Díaz Martínez (4 juin 2008 - 3 juillet 2024)
- Óscar Roberto Domínguez Couttolenc, depuis le 3 juillet 2024